# قلعة موترندورف
قلعة موترندورف (بالألمانية: Burg Mauterndorf)‏ هي قلعة في بلدية موترندورف، في ولاية سالزبورغ النمساوية. تقع على ارتفاع 1138 متراً من مستوى سطح البحر.

## تاريخ

### الحصن الروماني
يعتقد أنه بُنيت قلعة ماوترندورف في موقع حصن روماني قديم يعود تاريخه إلى عام 326 بعد الميلاد أو قبل ذلك. وكانت القلعة تحمي الطريق الجبلي الروماني من تيرنيا عبر ممر رادستادتر تاورن إلى إيوفافوم ( سالزبورغ حاليًا) وكانت بمثابة سكن للمسؤول الروماني في مقاطعة نوريكوم. دُمر الحصن الأصلي خلال عصر الهجرات.

### القلعة في القرون الوسطى
مُول بناء القلعة في السنوات اللاحقة ودعمها من خلال نظام ضريبي يدعى "ماوت" والذي يعني "جمع الرسوم" بالإلمانية. اُستدل على ذلك من صك صادر عن الإمبراطور الروماني المقدس هنري الثاني في عام 1002.
كلمة "دورف" في اسم القلعة هي لاحقة ألمانية تعني قرية أو مستوطنة. والقلعة نفسها لم تذكر في السجلات التاريخية حتى عام 1253. وُسعت القلعة، عندما كان يديرها أمير أساقفة سالزبورغ، بشكل ملحوظ في ظل حكم رئيس الأساقفة بوركهارد ويسبرياخ بين عامي (1423-1466) وليونهارد فون كيتشاخ بين عامي (1442-1519) خلال القرن الخامس عشر، لتصل إلى شكلها الحالي الذي لا يزال لديها اليوم.

### الفترة الحديثة

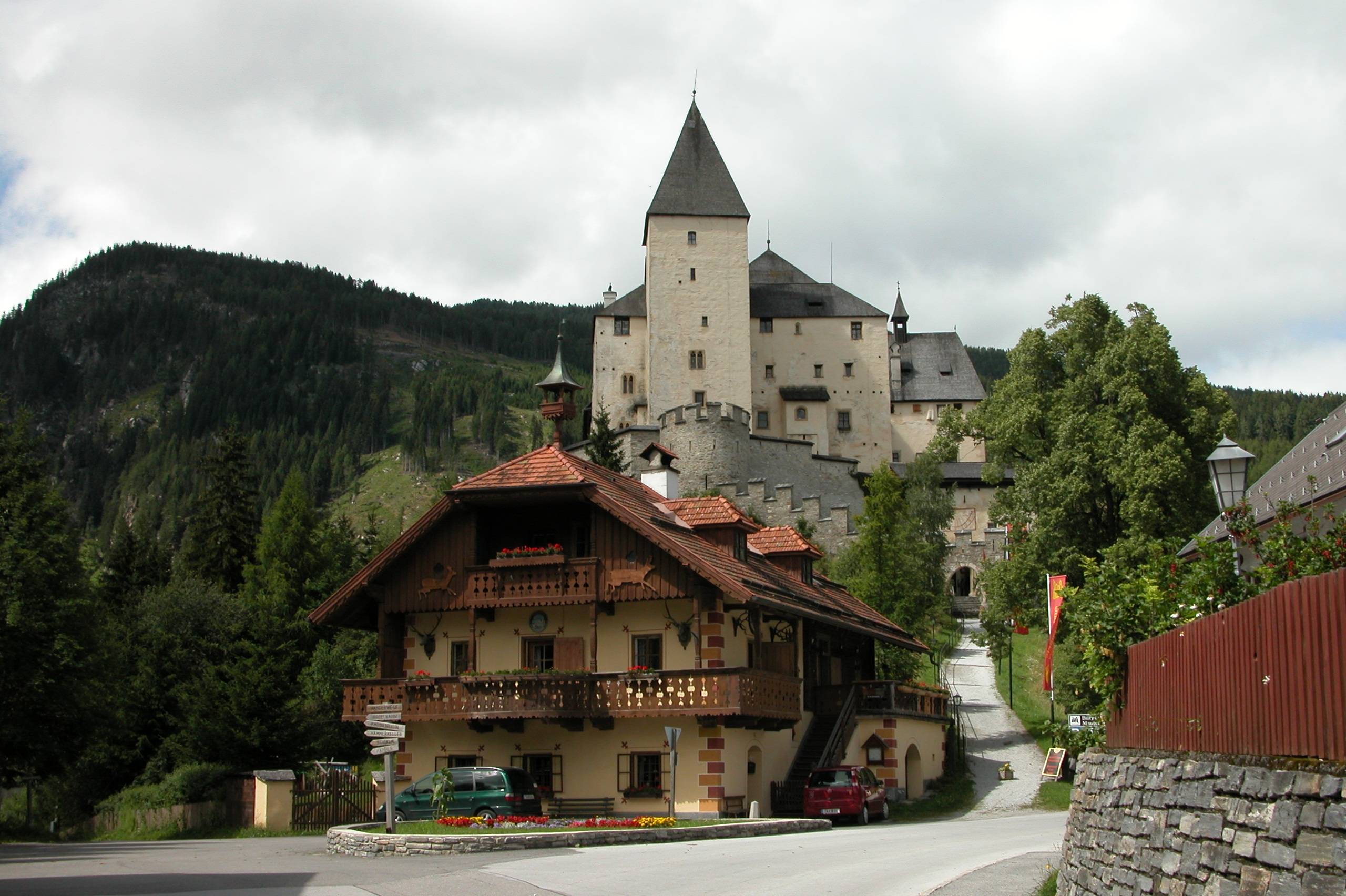
منظر للقلعة

في عام 1894، اُشتريت قلعة ماوتندورف من قبل هيرمان إبنشتاين (1851-1934)، وهو مسيحي من أصل يهودي، عمل كطبيب جراح في الجيش البروسي في برلين. قام بتجديد وترميم القلعة المتحللة بجهد كبير لاستخدامها كسكن. وفي عام 1908 حصل على لقب ريتر فون موترنبورغ من الإمبراطور النمساوي فرانز جوزيف الأول لخدماته الجليلة وتبرعه للتاج.
خلال خدمة ابنشتاين في جنوب غرب إفريقيا الألمانية في أواخر ثمانينيات القرن التاسع عشر، أصبح إبنشتاين صديقًا للمفوض هاينريش إرنست جورينج. وعند عودته إلى ألمانيا، أصبح الطبيب المعالج (وعاشقًا سرياً) لزوجة غورينغ فرانزيسكا، وكذلك الأب الروحي ومعلم أطفاله. غالبًا ما أقامت عائلة غورينغ، ومن بينهم الأبناء الأصغر هيرمان وألبرت، في قلعة موترندورف كضيوف على إبنشتاين. أصبح إبنشتاين فيما بعد مواطنًا نمساويًا متجنسًا وتقاعد بعد الحرب العالمية الأولى ليعيش في موترندورف. في عام 1923 استقبل هيرمان جورينج الذي فر من ألمانيا بعد فشل انقلاب بير هول للتهرب من الملاحقة الجنائية.

### القلعة متحفًا ومكانًا ثقافيًا
منذ عام 1968، أصبح المبنى مملوكًا لولاية سالزبورغ، وأُنشأ متحف القلعة في عام 2003. ويدار المبنى من قبل عدد من الشركات الخاصة بالإضافة الى هيئة إدارة المواقع التراثية في الولاية، ويضم الموقع عدداً من المرافق السياحية بما في ذلك مطعم محلي شهير وخدمة لتقديم الطعام داخل القلعة. كما أُستخدم المبنى التاريخ ليكون بمثابة مقر لاجتماع المؤتمرات العلمية ذات المكانة الدولية وكمكان للفعاليات الثقافية المختلفة. افتتح متحف لونجاو الإقليمي في القلعة في مايو 2007 تحت إشراف المنسقة هيلجا جابماير.